# امگا گاوران
امگا گاوران یک ستاره است که در صورت فلکی گاوران قرار دارد.